# اینشوشی‌ناک
اینشوشینک (نیز Šušinak، Šušun؛ عیلامی خطی:  Insušinak،  خط میخی: 𒀭𒈹𒂞 dInšušinak) خدای حامی  شوش در تمدن عیلام بود. نام او ریشه سومری دارد و می‌توان آن را«ارباب شوش» ترجمه کرد. او با پادشاهی در ارتباط بود و در نتیجه در نام‌ها و القاب چندین فرمانروای عیلامی ظاهر می‌شود. در شوش او خدای اصلی پانتئون محلی بود، اگرچه وضعیت او در سایر نقاط عیلام ممکن است متفاوت باشد. او همچنین با عدالت و عالم اموات ارتباط داشت. شمایل‌نگاری او قطعی نیست، اگرچه ممکن است مارها حیوانات نمادین او باشند. دو خدای بین‌النهرینی که در سنت عیلامی گنجانده شده بودند، لاگامال و ایشمکاراب، به عنوان دستیاران او در نظر گرفته می‌شدند. او عمدتاً در شوش، جایی که معابد متعددی وجود داشت که به او اختصاص داده شده بودند، پرستش می‌شد. گواهی‌های سایر شهرهای عیلامی کمتر رایج است. او همچنین در منابع بین‌النهرین گواهی شده است، جایی که می‌توان او را به عنوان یک خدای زیرزمینی یا معادل نینورتا شناخت. او در اصطلاحا متن‌های تدفینی شوش ایفای نقش می‌کند، که با وجود پیدا شدن در شوش به زبان اکدی نوشته شده و ممکن است حاوی دستورالعمل‌هایی برای ورود مردگان به عالم اموات باشد.

## نام
نام اینشوشینک را می‌توان به «ارباب شوش» ترجمه کرد. این نام وام‌واژهای است که در زبان سومری و با حذف آغازی سرچشمه گرفته است و در غیر از اینجا به ندرت در این زبان گواهی می‌شود؛ در نتیجه حذف آغازی از dnin-šušinak به اینشوشیناک تغییر کرده است. همانطور که توسط فرانس ویگرمن پیشنهاد شده است، نام اینشوشیناک ممکن است در اصل در دوره اوروک شکل گرفته باشد، زمانی که به گفته وی بین النهرینی‌ها مستعمره‌ای در شوش ایجاد کردند. او پیشنهاد می‌کند که در کنار نینازو، نینگیشزیدا، ایشتاران و تیشپاک می‌توان او را یکی از اعضای دسته‌ای از خدایان به حساب آورد که او از آن به عنوان «خدایان مار ماوراء دجله» یاد می‌کند، که احتمالاً در مرز بین حوزه‌های فرهنگی بین‌النهرین و عیلام توسعه یافته‌اند.
رایج‌ترین املای نام اینشوشیناک به خط میخی dIn-šu-ši-na-ak بود، اگرچه سایر گونه‌های هجای آوایی مانند dIn-su-uš-na-ak، In-sú-uš-nak، dIn-šu-uš-na-ak و Šu-ši-na-ak گواهی شده‌اند و علاوه بر آن گونه‌های لوگوگرافی نیز وجود داشته‌اند. یک مثال به خوبی گواهی شده از دومی dMÚŠ است. در منابع نو-عیلامی گونه dMÚŠ.LAM گواهی شده است، که آخرین علامت فرض می‌شود از اصطلاح اکدی lammu گرفته شده است، که برای ارتباط با دنیای زیرین استفاده می‌شد. املای لوگوگرافی بیشتر شامل dMÚŠ.EREN، dNIN.MÚŠ.EREN و dMÚŠ.ḪU.LAM است.

## شخصیت

### خدای حامی شوش
نقش اصلی اینشوشینک را خدای حامی شوش دانسته‌اند.

### خدای عدالت
جنبه دیگری از اینشوشینک که به خوبی از آن اسنادی به دست آمده است، جایگاه او در مقام داوری الهی است که او را با عدالت مرتبط می‌کند.

### خدای جهان زیرین
اینشوشینک با جهان زیرین نیز در ارتباط بود و منابع متنی به دست آمده از شوش بر این نکته تاکید می‌کنند که او را مقیم آنجا می‌دانستند. در سنت محلی نیز سرور آنجا در نظر گرفته می‌شد. علاوه بر این، معتقد بودند اقتدار قضایی او شامل سرزمین مردگان نیز می‌شود.

## شمایل‌نگاری

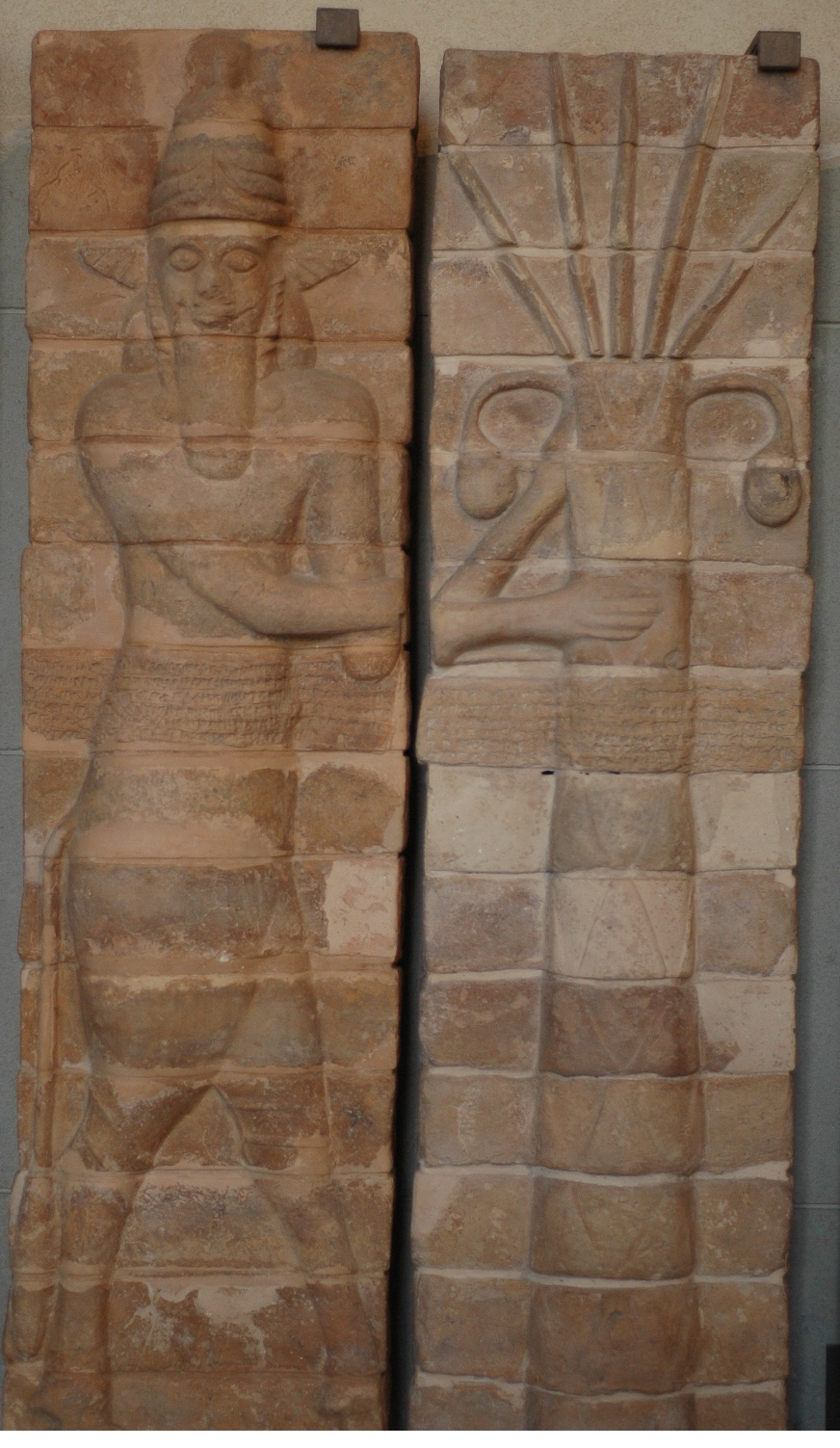
مرد بالدار از یک درخت نخل مراقبت می‌کند, پانل آجری تزئینی از دیوار بیرونی معبد اینشوشیناک در شوش (سده دوازدهم پیش از میلاد)

در مورد شمایل‌نگاری او اطمینان وجود ندارد.

## ارتباط با سایر خدایان

### لاگامال و ایشمکاراب
لاگامال و ایشمکاراب که هر دو اصالتا به خدایان بین‌النهرین تعلق داشتند، دستیاران اینشوشینک بودند و همچون او در سفر فرد مرده به دنیای پس از مرگ در دین عیلامی نقش داشتند. در جریان قضاوت مردگان، لاگامال به احتمال زیاد در جایگاه دادستان و ایشمکاراب در جایگاه وکیل مدافع عمل می‌کردند و این موضوع با معانی نام‌های آنها، «او که رحم ندارد» و «او که دعا را می‌شنود» مرتبط است. ووتر هنکلمن به‌طور استعاری آنها را در جایگاه وکیل‌مدافع شیطان توصیف می‌کند. آنها همچنین مسئول اجرای احکام اینشوشیناک بودند.
در گذشته معمولاً تصور می‌شد که ایشمکاراب همسر اینشوشیناک است، اگرچه این پیشنهاد بر این فرض تکیه دارد که اولی یک خدای مونث بوده است، موضوعی که هنوز نامشخص است. یک سند وراثت حاکی از آن است اعتقاد بر این بود که اینشوشیناک و ایشمکاراب مسئول ایجاد این دیدگاه عرفی بودند که مقام برادر از طریق فرزندپذیری برابر با برادر بیولوژیکی است.

## متن‌های تدفینی شوش
اینشوشینک در به اصطلاح متن‌های تدفینی شوش دیده می‌شود. این متن‌ها آنگونه که در دوره بابلی باستان مرسوم بود به زبان اکدی نوشته می‌شدند. زمان آنان ح. ۱۶۰۰ تا ۱۵۰۰ پیشا دوران مشترک تخمین زده می‌شود گرچه احتمالِ ۱۴۰۰ پیشا دوران مشترک نیز مطرح شده است. اینشوشینک تنها خدای صرفا عیلامی است که نام او در آنان ذکر شده است و این نظر وجود دارد که زبان، فرم و محتوای متن‌ها بازتاب پدیده مرسومی است که کاتبان شوش در فرهنگ ادبی بین‌النهرین ادغام می‌شدند.